# Opius xerxes
Opius xerxes är en stekelart som beskrevs av Fischer 1968. Opius xerxes ingår i släktet Opius och familjen bracksteklar. Inga underarter finns listade i Catalogue of Life.